# Erich Klawe
Erich Klawe (24 de março de 1906 - 30 de maio de 1983) foi um oficial alemão que serviu no Deutsches Heer durante a Segunda Guerra Mundial. Foi condecorado com a Cruz de Cavaleiro da Cruz de Ferro com Folhas de Carvalho.

## Carreira militar

### Patentes
| Fahnenjunker   | 1927                   |
| Fähnrich       | 1928                   |
| Leutnant       | 1931                   |
| Oberleutnant   | 1939                   |
| Hauptmann      | 1 de dezembro de 1941  |
| Major          | 1 de fevereiro de 1943 |
| Oberstleutnant | 1944                   |

### Condecorações
| Cruz de Ferro (1939) 2ª Classe                                   | 7 de julho de 1941   |
| Cruz de Ferro (1939) 1ª Classe                                   | 22 de agosto de 1941 |
| Distintivo de Feridos em Preto                                   |                      |
| Distintivo de Feridos em Prata                                   |                      |
| Distintivo de Feridos em Ouro                                    |                      |
| Medalha da Frente Oriental                                       |                      |
| Cruz de Cavaleiro da Cruz de Ferro                               | 12 de julho de 1942  |
| Cruz de Cavaleiro da Cruz de Ferro com Folhas de Carvalho nº 227 | 14 de abril de 1943  |